# Возьми меня с собой (фильм)
«Возьми меня с собой» — советский художественный фильм-сказка, снятый режиссёром Борисом Рыцаревым на киностудии им. Горького в 1979 году.
Премьера фильма состоялась 1 сентября 1980 года. Фильм посмотрели 3,2 млн зрителей.

## Сюжет
Скоморох Митроха изгоняется из своей ватаги из-за острот и метких шуток, после чего он встречает бедную девушку Дуню. Вместе они отправляются в город, где попадают в опасное приключение с разбойниками и злым боярином. В конечном итоге Митроха спасается от казни благодаря Дуне, и они остаются вместе.

## В ролях
- Алексей Зайцев — Митроха, скоморох
- Людмила Дмитриева — Дуня
- Светлана Орлова — Алёна
- Артур Нищёнкин — боярин Грозные Очи
- Владимир Никитин — Филат
- Александр Никифоров — Кавырза
- Роман Филиппов — Афоня
- Николай Горлов — Ярило-скоморох
- Сергей Тарасов — дьяк

## Съёмочная группа
- Режиссёр: Борис Рыцарев
- Сценаристы: Иосиф Ольшанский, Виктор Ольшанский, Борис Рыцарев
- Оператор: Андрей Кириллов
- Композитор: Кирилл Волков
- Художник: Ной Сендеров